# Mikołaj Szwan
Mikołaj Szwan (ur. 29 października 1909 w Serednicy, zm. 28 stycznia 1999) – żołnierz Wojska Polskiego II RP i ludowego Wojska Polskiego, działacz społeczny.

## Życiorys

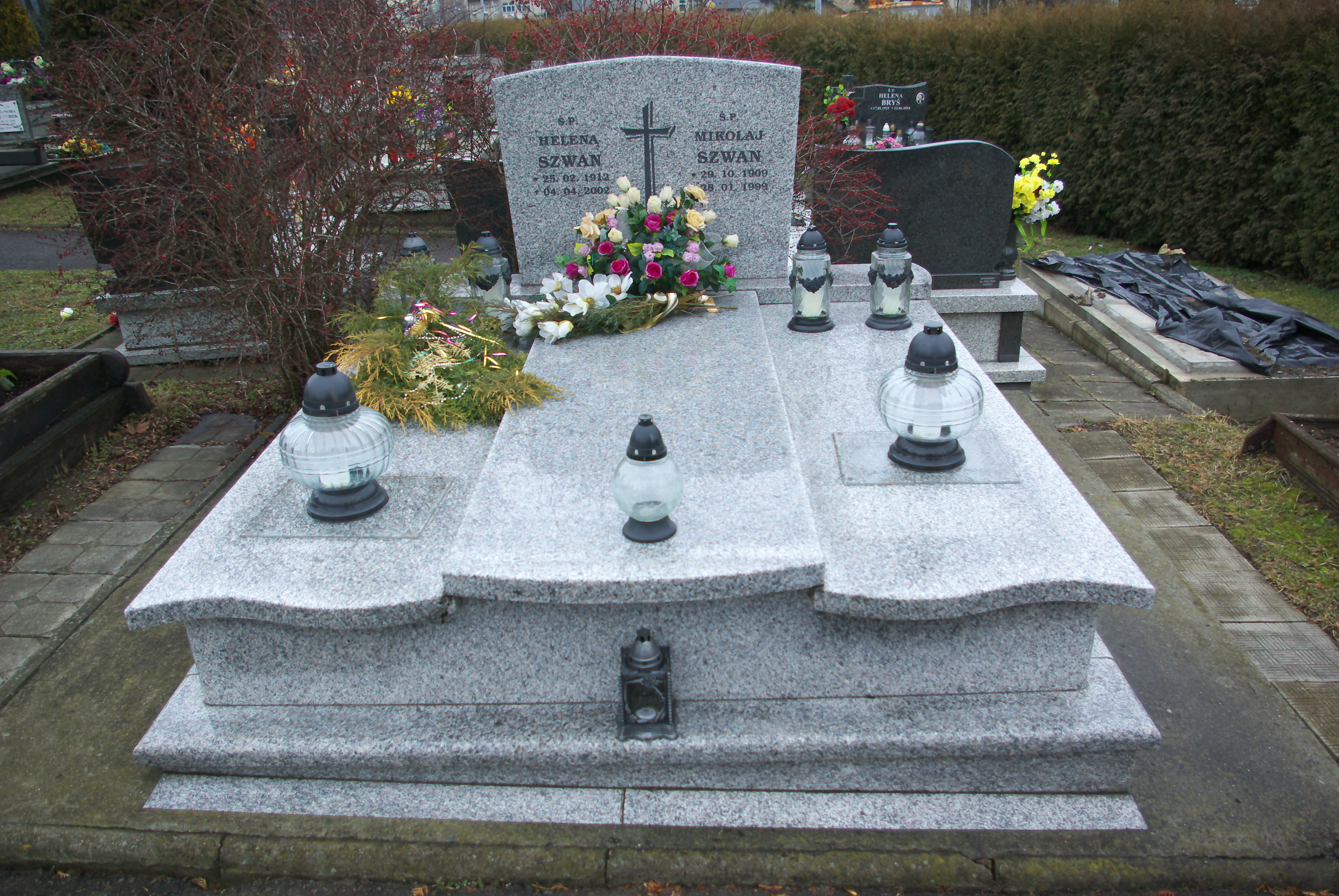
Nagrobek Heleny i Mikołaja Szwanów

Urodził się 29 października 1909 w Serednicy w rodzinie człopskiej jako syn Józefa i Katarzyny z domu Jarczak. Ukończył siedem klas szkoły podstawowej i kurs. W okresie czterech lat kształcił się w zawodzie drukarza w Krakowie. Od 16 sierpnia 1928 do 14 kwietnia 1931 pracował w tamtejszych Zakładach Graficznych Tadeusza Bohdanowicza. Odbył zasadniczą służbę wojskową w 2 pułku Strzelców Podhalańskich w Sanoku od 15 kwietnia 1931 do 13 września 1932, a następnie służbę nadterminową od 14 września 1932 do 13 września 1935, pełniąc wówczas funkcję instruktora szkolenia. Od 8 października 1935 był zatrudniony w Polskiej Spółce dla Przemysłu Gumowego w Sanoku jako wulkanizator.
Po wybuchu II wojny światowej 6 września 1939 został zmobilizowany do Wojska Polskiego. Brał udział w kampanii wrześniowej na stanowisku dowódcy działu artylerii przeciwlotniczej. Skierowany do DOK X w Przemyślu uczestniczył w walkach w rejonie tego miasta, a po 12 września Lwowa i Złoczowa, służąc artylerii przeciwlotniczej do 18 września 1939. Po agresji ZSRR na Polskę został zesłany w głąb Związku Radzieckiego w okolice Archangielska. Pracował przy wyrębie lasów jako cieśla-stolarz w okolicach Komi i w kołchozie koło Omska do 30 kwietnia 1943. Tam z gazety dowiedział się o formowaniu polskiej armii w ZSRR. Wyruszył w drogę i w 1943 został przyjęty do Polskich Sił Zbrojnych w ZSRR w Sielcach i wcielony do szeregów 1 Warszawskiej Dywizji Piechoty im. Tadeusza Kościuszki, gdzie służył od 15 maja do 30 sierpnia 1943. Początkowo był przydzielony do 2 pułku piechoty. Później został skierowany do szkoły oficerskiej, 27 sierpnia 1943 mianowany chorążym i przydzielony do 1 pułku piechoty. Został dowódcą 2 plutonu w 8 kompanii III batalionu i 1 września 1943 z 1 p.p. wyruszył na front. Brał udział w bitwie pod Lenino (12–13 października 1943), podczas której koło wsi Trygubowa został ciężko ranny w obie nogi. Z pola walki został wzięty do niewoli przez Niemców i trafił do szpitala w Orszy. W lutym 1944 został stamtąd wywieziony i osadzony w Stalagu XI A koło Magdeburga, gdzie także przebywał na oddziale szpitalnym. Łącznie po upływie 10 miesięcy skierowany do pracy w kamieniołomie w Halberstadt i przebywał tam do stycznia 1945. W wyniku odmawiania pracy i prowadzonej agitacji został osadzony w Stalagu XI A w Altengrabow. Tam był przetrzymywany wraz z oficerami radzieckimi, a u kresu wojny odzyskał wolność po wkroczeniu Armii Czerwonej 6 maja 1945. W czerwcu 1945 zgłosił się do służby w ludowym Wojsku Polskim, gdzie otrzymał orzeczenie potwierdzające inwalidztwo wojenne. Dosłużył stopnia starszego chorążego.
Wraz z żoną zamieszkał w Studniskach Dolnych i zajął się rolnictwem. Od 16 lipca 1945 do 11 lutego 1950 był osadnikiem wojskowym w Lubaniu. Po upływie pięciu lat powrócił do Sanoka i od 15 lipca 1950 do 30 czerwca 1968 pracował w Spółdzielni Inwalidów „Spójnia” na stanowisku referenta do spraw kadr. Był działaczem Związku Inwalidów Wojennych (był prezesem oddziału w Sanoku od 1 listopada 1956 do 28 kwietnia 1965, sekretarzem technicznym od 29 kwietnia 1965, członkiem zarządu Okręgu w Rzeszowie od 1 listopada 1961 do 22 listopada 1969, zastępcą członka zarządu Okręgu od 23 listopada 1969, sekretarzem komisji socjalnej w Okręgu od 16 sierpnia 1970, prezesem honorowym oddziału ZiW), Ligi Obrony Kraju (członek prezydium zarządu powiatowego o 15 kwietnia 1958), Samorządu Mieszkańców. Współtworzył sanocki oddział Polskiego Związku Emerytów, Rencistów i Inwalidów w 1960. Był też organizatorem i od stycznia 1959 do 17 listopada 1967 pierwszym prezesem Rady Powiatu Polskiego Komitetu Pomocy Społecznej w Sanoku, w latach 90. członek zarządu rejonowego. Był przewodniczącym Komitetu Blokowego nr 5 w Sanoku od 30 maja 1958. Był działaczem Związku Bojowników o Wolność i Demokrację; w oddziale powiatowym w Sanoku ZBoWiD 7 grudnia 1958 został wybrany zastępcą członka komisji rewizyjnej, 12 marca 1961 członkiem komisji rewizyjnej, od 1 stycznia 1961 do 30 października 1966 członkiem zarządu oddziału powiatowego, od 31 października 166 był sekretarzem koła miejskiego, 6 lutego 1966 został członkiem zarządu (w toku zmian w nomenklaturze z 1964 oddział powiatowy został zastąpiony oddziałem), ponownie 23 maja 1971. W 1962 utworzył w Sanoku terenowe koło Polskiego Związku Niewidomych. Od 1 stycznia 1961 do 16 listopada 1964 był członkiem egzekutywy POP Terenowa w Sanoku. Od 1964 był sekretarzem koła PZN w Sanoku. Pełnił też funkcję ławnika sądowego. W 1979 otrzymał zaświadczenie kombatanta. Był członkiem powstałej w 1982 organizacji kombatanckiej Środowisko Polaków–Byłych Żołnierzy Armii Radzieckiej na obszar województwa krośnieńskiego z siedzibą w Sanoku. Należał do PZPR. Przed 1963 awansowany na stopień kapitana.
Zmarł 28 stycznia 1999. Jego żoną była Helena (1912–2002). Oboje zostali pochowani na Cmentarzu Centralnym w Sanoku. Mieli dwóch synów i dwie córki (wszyscy ukończyli szkoły wyższe).

## Odznaczenia i wyróżnienia
- Krzyż Oficerski Orderu Odrodzenia Polski (1986, uchwałą Rady Państwa na wniosek Związku Inwalidów Wojennych)[30][17]
- Krzyż Kawalerski Orderu Odrodzenia Polski (1969)[31][17]
- Brązowy Medal „Zasłużonym na Polu Chwały” (1964)[31]
- Medal 30-lecia Polski Ludowej (1974)[14][2]
- Medal za Warszawę 1939–1945 (1949)[31][2]
- Medal Zwycięstwa i Wolności 1945 (1973)[14][2]
- Medal „Za udział w walkach o Berlin” (1973)[14]
- Medal „Za zasługi dla obronności kraju”[2]
- Odznaka 1000-lecia Państwa Polskiego (1973)[31]
- Odznaka Grunwaldzka (1949)[31][2]
- Odznaka Kościuszkowska (1950)[31][2]
- Odznaka „Zasłużony dla Województwa Rzeszowskiego” (1973)[14]
- Złota Odznaka „Zasłużony Działacz LOK” (1969)[31]
- Złota odznaka honorowa TPPR (1973)[14]
- Złota odznaka honorowa ZIW (przed 1971)[6]
- Złota odznaka Polskiego Związku Emerytów, Rencistów i Inwalidów (1985)[16]
- Odznaka „Zasłużony dla województwa krośnieńskiego” (1985)[16]
- Srebrna odznaka PZN (1972)[14]
- Złota odznaka PKPS[17]
- Srebrna odznaka PKPS[17]
- Odznaka „Zasłużony Działacz PKPS”[17]
- „Jubileuszowy Adres” (1984)[32]
- Wyróżnienie dla przewodniczącego komitetu blokowego[33]